# Альта (гора)
Альта пік (англ. Alta Peak) — знаходиться в Національному парку Секвоя (США), недалеко від Лісу Гігантів. До 1896 року, гора була відома за назвою Тарпс пік (англ. Tharps Peak).